# Дравискос
Дравискос (грч. Δραβήσκος) је насељено место у општини Зиљахово у периферији Средишња Македонија, Грчка. Према попису из 2021. године било је 1.109 становника.
Према бугарском географу и историчару, Василу Канчову, у Дравискосу је 1900. године живело 200 Грка и 130 Рома. Године 1923. насељено је 315 грчких избегличких породица, укупно 1.097 особа. На попису из 1928. године Дравискос је имао 1.302 становника. Село се раније звало Здравик.